# Nassauer Hof (Wörsdorf)

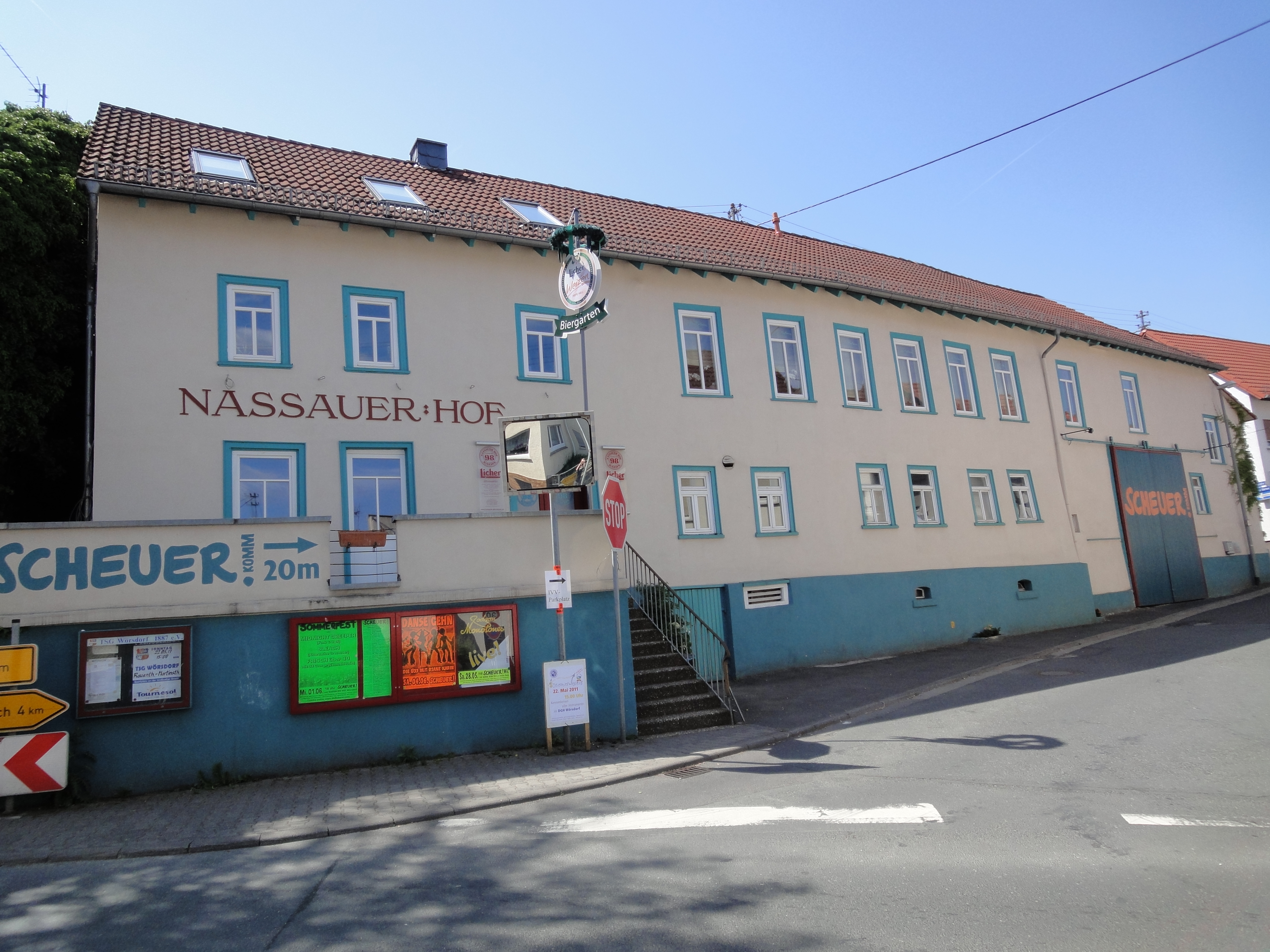
Der Nassauer Hof mit der Scheuer

Der Nassauer Hof in der Wallbacher Straße 2 im Idsteiner Ortsteil Wörsdorf ist eine denkmalgeschützte Hofanlage aus dem 19. Jahrhundert, die heute als Kneipe und Veranstaltungshalle („Scheuer“) genutzt wird. In der Scheuer sind schon überregional bekannte Künstler wie die Rodgau Monotones, Badesalz, Klaus Lage und Paddy Goes to Holyhead aufgetreten.
Das Gebäude selbst ist ein langgestreckter Traufenbau auf Basis eines verputzten Fachwerks. Im mittleren Trakt liegt ein Saal im Obergeschoss, der heute als Kneipe genutzt wird. Die Veranstaltungshalle Scheuer liegt im Ostteil der Anlage und ist über die Hofeinfahrt zu erreichen.  
Die Errichtung des Gebäudes erfolgte Mitte des 19. Jahrhunderts in mehreren Phasen, die sich jeweils aus der Finanzlage ergaben. Schon damals war ein Gasthof im Gebäude eingerichtet. Damals lag das Gebäude an der alten Poststraße am Ortsrand von Wörsdorf in der Nähe des Obertors. 
In Erinnerung an den siegreichen Deutsch-Französischen Krieg von 1870 bis 1871 erfolgte 1871 die Benennung in „Pariser Hof“. 1919 erwarb Rudolf Schmidt die Anlage von der Familie Grund. 1920 erfolgte – aufgrund des verlorenen Ersten Weltkriegs – die Umbenennung in „Nassauer Hof“. Von 1920 bis 1940 wurde der Nassauer Hof für Kleinkunstaufführungen, Dorfveranstaltungen, als Kino, Theater und Ähnliches genutzt.
In den letzten Kriegsjahren des Zweiten Weltkriegs waren überwiegend weißrussische Kriegsgefangene im Nassauer Hof einquartiert, welche zwangsweise zum Arbeitseinsatz als Holzfäller in den Wäldern herangezogen wurden. Wörsdorf selbst wurde am 27. März 1945 von den Amerikanern eingenommen. In den Folgetagen richtete General Patton für einige Tage sein Hauptquartier in Wörsdorf ein. Zu vermuten ist, dass er auch den Nassauer Hof nutzte. In den Folgemonaten war ein Club der amerikanischen Truppen im Nassauer Hof untergebracht. 1948 brannte ein Teil der Anlage nieder, der in den Folgejahren aber wieder aufgebaut wurde. 
Von 1983 an erfolgte der kontinuierliche Ausbau zur heutigen Kneipe und Veranstaltungshalle.